# ひらり (RYOEIの曲)
「ひらり」は、RYOEIの7枚目のシングルで、メジャーデビューシングルである。2009年8月26日にYOSHIMOTO R and Cから発売された。

## 解説
大阪でインディーズミュージシャンとして活動していた頃からバックアップをしていた島田紳助が、カシアス島田名義で作詞・プロデュースを担当したシングル。2009年8月5日放送の『クイズ!ヘキサゴンII』に「“泣いてもいいですか”の作曲家」「紳助の秘蔵っ子」として出演し、歌を披露した。同じく紳助が司会を務める『行列のできる法律相談所』（同年11月8日放送）にも出演している。
「失った恋」を歌ったバラード。それまでのオリジナル楽曲にはなかった女性目線の歌詞をどう伝えようかと考え、レコーディングの際は自身の好きな永作博美をイメージしながら歌った。
カップリングに「泣いてもいいですか」のセルフカバーバージョンを収録した。インストゥルメンタルバージョンは単なるオフヴォーカルではなく、アコースティック・ギター1本の演奏となっている。
「飾れるような感覚で使って貰いたい」と、ジャケット表面にタイトル・歌手名などの文字を入れていない。また、これ以降YOSHIMOTO R and Cから発売されたCD4作品はすべて自身の姿が写っていないジャケットデザインである。
同年8月30日にラゾーナ川崎プラザ、9月5日に池袋サンシャインシティにて発売記念イベントを行ったほか、全国のイオンモールでインストアライブを行うキャンペーン活動を展開した。
自身のオリジナル・アルバム『ブーゲンビリア』（2010年1月発売）に収録されるより先に、『ヘキサゴンII』発のコンピレーション・アルバム『WE LOVE ヘキサゴン2009』（2009年10月発売）に「ひらり(WE LOVE HEXAGON ver.)」（編曲は岩室晶子）として収録された。番組発のアルバム全4作のなかで唯一の個人による楽曲である。
2012年11月発売のセルフプロデュースアルバム『君のうた』に、「ひらり」「泣いてもいいですか」とも新録音のバージョンが収録された。

## 収録曲
1. ひらり
  - 作詞：カシアス島田、作曲：RYOEI、編曲：池田大介

フジテレビ系『クイズ!ヘキサゴンII』レコメンド・ソング
よみうりテレビ/日本テレビ系『ダウンタウンDX』2009年12月-2010年1月度エンディング・テーマ
2. 泣いてもいいですか
  - 作詞：カシアス島田、作曲：RYOEI、編曲：池田大介
3. ひらり （Instrumental）
4. 泣いてもいいですか (Instrumental）